# Villa quivera
Villa quivera är en tvåvingeart som beskrevs av Joseph Hannum Painter 1933. Villa quivera ingår i släktet Villa och familjen svävflugor. Inga underarter finns listade i Catalogue of Life.